# Herdenkingsmunten van € 2 (2004)
Hieronder staat een lijst van herdenkingsmunten van twee euro met slagjaar 2004. 2004 was het eerste jaar waarin men € 2-herdenkingsmunten mocht uitgeven. 6 landen hebben in 2004 van dat recht gebruikgemaakt: Griekenland, Finland, Luxemburg, Italië, San Marino en Vaticaanstad.

## Kaart

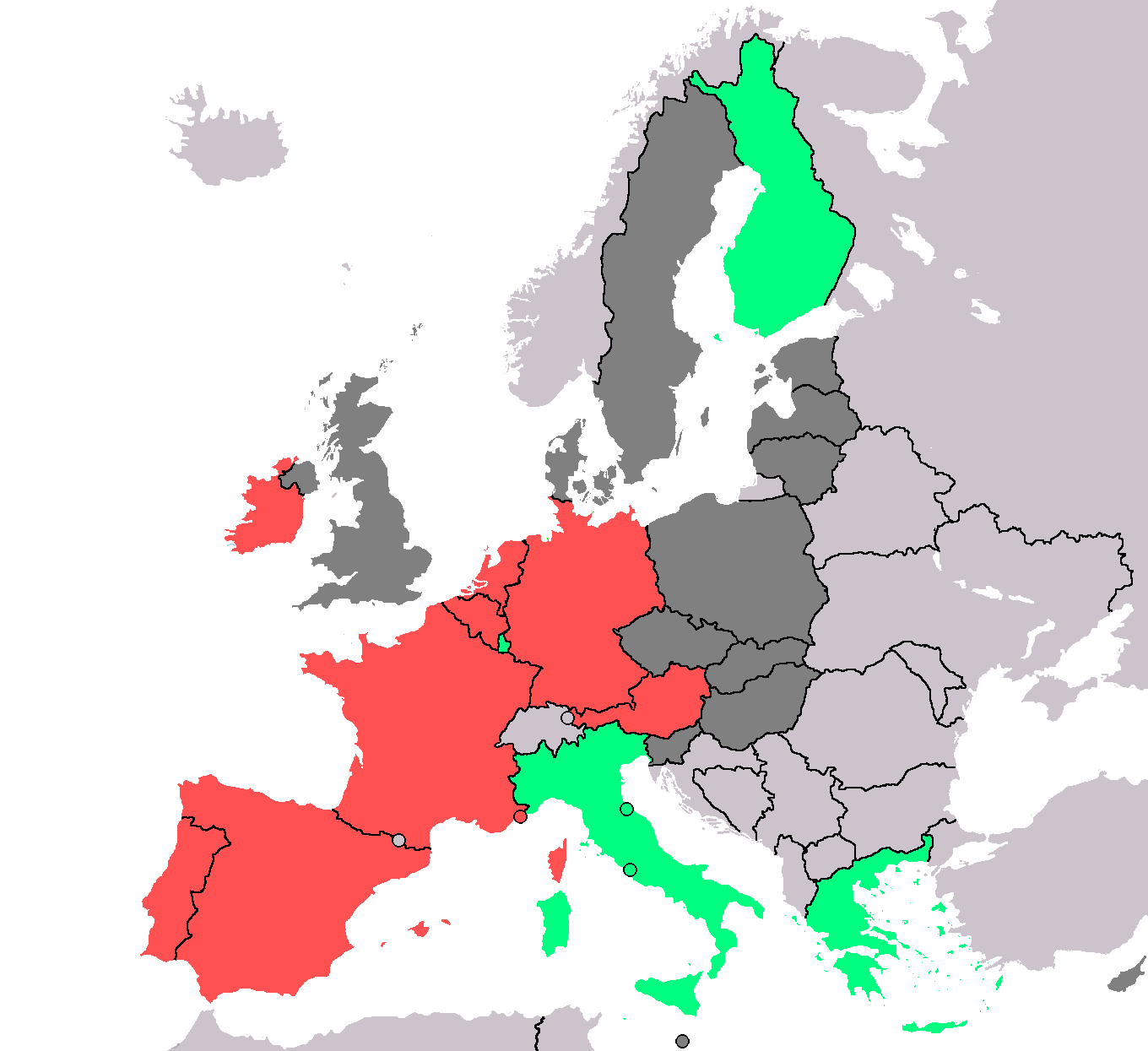
Euro-landen die in 2004 een munt hebben uitgegeven
Overige euro-landen die in 2004 geen munt hebben uitgegeven
Landen die geen lid waren van de EU in 2004
EU-landen die in 2004 nog geen euroland waren

## Overzicht
| Afbeelding | Land         | Ter gelegenheid van                                                                         | Oplage     | Datum uitgave    |
| --- | ------------ | ------------------------------------------------------------------------------------------- | ---------- | ---------------- |
| | Griekenland  | Olympische Zomerspelen van 2004 in Athene                                                   | 35.000.000 | 12 mei 2004      |
| Omschrijving: De twaalf sterren van de Europese Unie op het buitenste gedeelte omringen een afbeelding van een oud standbeeld van een discuswerper (ontworpen door Myron) die op het punt staat de discus te werpen. Het voetstuk van het standbeeld beslaat een klein deel van de rand van de munt. Links staat het logo van de Olympische Spelen van 2004 „ATHENS 2004” met de vijf Olympische Ringen en rechts staat in het Grieks '2 euro' (2 ΕΥΡΩ). Aan weerszijden van de ster onderaan in het midden staat het jaar van uitgifte, door de ster gescheiden in twee groepen cijfers: 20*04. Het muntteken staat linksboven het hoofd van de discuswerper. Op de basisplaat waar de werper op staat, staan de initialen van de ontwerper Panagiotis Gravalos (aan de linker kant) en die van de vormgever Kostas Kazakos (aan de rechterkant). |              |                                                                                             |            |                  |
| |              |                                                                                             |            |                  |
| | Finland      | Uitbreiding van de Europese Unie in 2004                                                    | 1.000.000  | 30 juni 2004     |
| Omschrijving: Vanuit een gestileerde pilaar ontspruiten loten die naar boven groeien. De loten staan symbool voor de uitbreiding van de Europese Unie, de pilaar voor de vruchtbare basis. Naast de pilaar staan de letters „EU”. Bovenaan staat het jaar „2004”. Samen met dit jaartal vormen twaalf sterren de omlijsting van de afbeelding. |              |                                                                                             |            |                  |
| |              |                                                                                             |            |                  |
| | Luxemburg    | Afbeelding en monogram van Groothertog Hendrik (eerste uit de 'Luxemburgse dynastie'-serie) | 2.481.800  | 26 juli 2004     |
| Omschrijving: Links op het binnenste gedeelte de beeltenis van Zijne Koninklijke Hoogheid Groothertog Hendrik, naar rechts kijkend, en rechts het monogram van groothertog Hendrik (speciale letter „H” met een kroon erboven). Rechts van het monogram staan in een halve cirkel de 12 sterren. Bovenaan staat het jaartal 2004, met het muntteken, de initialen van de graveur en het woord LËTZEBUERG. Aan de onderkant staan de woorden „- HENRI - Grand-Duc de Luxembourg -”. |              |                                                                                             |            |                  |
| |              |                                                                                             |            |                  |
| | Italië       | Vijfde decennium van het Wereldvoedselprogramma                                             | 16.000.000 | 13 december 2004 |
| Omschrijving: In het midden staat de afbeelding van een naar rechts gekantelde wereldbol met het opschrift „WORLD FOOD PROGRAMME”. Een korenaar, een maïskolf en een rijstaar, de drie graansoorten die de essentiële voedselbronnen van de wereld voorstellen, komen van achter de wereldbol tevoorschijn. Rechts van de wereldbol staat een „I” boven op een „R”, het monogram van „Repubblica Italiana”, met daaronder een kleinere combinatie van de letters „U” en „P”, de initialen van de graveur, Uliana Pernazza. Bovenaan links van de wereldbol staat het muntteken „R” en onder de wereldbol het jaartal, „2004”. Langs de buitenrand staan de twaalf sterren van de Europese Unie. |              |                                                                                             |            |                  |
| |              |                                                                                             |            |                  |
| | San Marino   | Bartolomeo Borghesi                                                                         | 110.000    | 16 december 2004 |
| Omschrijving: Langs de buitenrand staan de twaalf sterren van de Europese Unie in een cirkel rond het borstbeeld van Bartolomeo Borghesi, met aan de onderkant in het midden het jaar van uitgifte „2004”. Links van het borstbeeld de inscriptie „Bartolomeo Borghesi”, en boven elkaar de letter „R” en de initialen van de graveur „E.L.F.”. Rechts van het borstbeeld staat „San Marino”. |              |                                                                                             |            |                  |
| |              |                                                                                             |            |                  |
| | Vaticaanstad | 75ste verjaardag van de oprichting van de onafhankelijke staat                              | 85.000     | 16 december 2004 |
| Omschrijving: Op het binnenste gedeelte is een schematische voorstelling afgebeeld van de ommuring van Vaticaanstad met de Sint-Pietersbasiliek op de voorgrond. Eveneens op het binnenste gedeelte staan de opschriften „75o ANNO DELLO STATO” en „1929-2004” alsmede, in kleinere letters, de naam van de ontwerper „VEROI” en de initialen van de graveur „L.D.S. INC.”. Langs de buitenrand van de munt staan de twaalf sterren van de Europese Unie en het opschrift „CITTA' DEL VATICANO”. |              |                                                                                             |            |                  |